# Parachironomus nigrofasciatus
Parachironomus nigrofasciatus är en tvåvingeart som först beskrevs av Freeman 1961.  Parachironomus nigrofasciatus ingår i släktet Parachironomus och familjen fjädermyggor.
Artens utbredningsområde är Madagaskar. Inga underarter finns listade i Catalogue of Life.